# براندون ماكمانوس
براندون ماكمانوس (بالإنجليزية: Brandon McManus)‏ هو لاعب كرة قدم أمريكية أمريكي، ولد في 25 يوليو 1991 في فيلادلفيا في الولايات المتحدة.

## وصلات خارجية
- براندون ماكمانوس على موقع مرجع كرة القدم المحترفة.كوم (الإنجليزية)